# Феленковский, Владимир Иосифович
Влади́мир Ио́сифович Феленко́вский (? — 25 января 1938) — советский инженер-металлург, главный инженер Днепропетровского металлургического завода имени Петровского (1933—1936 гг.)

## Биография
Родился 21 июня 1886 года в селе Черной Новоград-Волынского уезда Волынской губернии в мещанской семье. Отец - Иосиф Касьянович Феленковский, мать - Иустина Авксентьевна.
В 1907 году окончил с золотой медалью Ананьевскую гимназию и на основании конкурса аттестатов был зачислен на кораблестроительное отделение Санкт-Петербургского политехнического института.  После первого курса перевелся на металлургический подотдел металлургического отделения. Окончил курс со званием инженера-металлурга 24.05.1914 года. С 1918 года работал на Петровском заводе Екатеринославской губернии (ЦГИА СПб фонд 478, опись 3, дело № 2185).
В 1935 году был награждён в составе группы сотрудников Днепропетровского металлургического завода имени Петровского Орденом Ленина.
В 1936—37 гг. — главный инженер Ленинградского института проектирования металлургических заводов.
Был обвинён в контрреволюционной деятельности и расстрелян 25 января 1938 года.
Реабилитирован в 1956 году.

## Из запискиОГПУ
…Металлурги
1. Группа зав. производством ГУМПа (главного инженера) Феленковского Владимира Иосифовича, сюда входят: инженер Карасик (зав. огнеупорным отделом ГУМПа), инж[енер] Казаков (зав. прокатным отд[елом] ГУМПа), Лизунов (зав. домен[ным] отд[елом] ГУМПа). С этой группой тесно связаны через Феленковского глав[ный] инж[енер] Спецстали Субботин И. И., технический директор Спецстали проф. Григорович Константин Петрович, Артеменко (гл[авный] инженер объединения Центросталь) и другие работники Спецстали — инженеры Павленко, Яглом, Пастухов, проф. Пильник (зав. мартеновским отделом Мосгипромеза), Родзевич (технический директор зав[ода] «Серп и Молот»), Юзарович — гл[авный] инж[енер] [завода] «Серп и Молот».
Группа объединена стремлением задержать развитие и реконструкцию отдельных заводов, цехов, как это имеет место с заводом «Серп и Молот» и его мартеновским цехом. Вместе с тем тормозятся этой группой, возглавляющей металлургию и, в частности, производство качественных сталей, развитие новых производств, оборудования и т. д. С этой группой через Феленковского, Субботина, Артеменко и других тесно связаны технические директора крупнейших заводов: инж[енер] Котин (Сталинский з[аво]д, Донбасс), Свицын (крупный вредитель, бывший техдиректор Югостали, связан тесно с англичанами, бывшими владельцами Сталинского з[аво]да, теперь является техдиректором Магнитогорского з[аво]да), Кащенко(гл[авный] инженер Магнитогорского з[аво]да, тесно связан был с англичанами и французами, бывшими владельцами Енакиевского и Макеевского з[аво]дов); Никулин (гл[авный] инженер Кузнецкого з[аво]да), Емельянов (крупный вредитель — теперь гл[авный] инженер Управления] новостр[оящихся] металлургических заводов — УНМЗ), Немцов (технический] директор Енакиевского з[аво]да), Гулыга (технический] директор Макеевского з[аво]да), Жданов (крупный вредитель, тех[нический] директор з[аво]да им. Дзержинского), Голованенко — техдиректор объединения «Днепросталь».
Помимо деловых отношений, указанные лица тесно связаны в быту — Феленковский, Лизунов, Артеменко, Субботин, Пильник, Григорович. Кроме того, Феленковский в бытовом отношении тесно связан со следующими: Щепочкиным, Свицыным, Немцовым, Кащенко и Ждановым.